# Prosotas alutina
Prosotas alutina är en fjärilsart som beskrevs av Hans Fruhstorfer 1916. Prosotas alutina ingår i släktet Prosotas och familjen juvelvingar. Inga underarter finns listade i Catalogue of Life.